# استيقظ خائفا (فلم)
استيقظ خائفاً (بالإنجليزية: Wake in Fright) فيلم إثارة نفسية لعام 1971 من إخراج تيد كوتشيف وكتبه إيفان جونز وبطولة جاري بوند ودونالد بليسينس وتشيبس رافيرتي وسيلفيا كاي وجاك طومسون. استنادًا إلى رواية كينيث كوك عام 1961 التي تحمل الاسم نفسه، تروي قصة مدرس شاب ينحدر إلى تدهور أخلاقي شخصي بعد أن وجد نفسه عالقًا في مدينة وحشية ومهددة في منطقة نائية في أستراليا.
تم تصوير الفيلم في بروكن هيل وسيدني، وكان إنتاجًا مشتركًا دوليًا بين أستراليا وبريطانيا والولايات المتحدة. كان «استيقظ خائفاً» واحدًا من فيلمين أستراليين تم ترشيحهما لمهرجان كان السينمائي الرابع والعشرين لنيل الجائزة الكبرى.
على الرغم من حصول الفيلم على مراجعات إيجابية من النقاد في ذلك الوقت، حقق الفيلم فشلًا تجاريًا في أستراليا، ويرجع ذلك جزئيًا إلى التسويق الضئيل الذي تولته شركة يونايتد ارتست.
بحلول التسعينيات أصبح لفيلم «استيقظ خائفاً» مذهب سينمائي خاص باعتباره «الفيلم الضائع» العظيم في أستراليا. أعاد المونتير «أنتوني باكلي» في عام 2004، عمل مونتاج للفيلم الأصلي وأيضاً تعديل عناصر الصوت، كما أعيد صياغة الفيلم رقميًا وأعيد إصداره عام 2009 في «كان» وفي دور العرض الأسترالية حيث لاقى استحسانًا واسعًا؛ تم إصداره تجاريًا على DVD. يعتبر«استيقظ خائفاً» الآن فيلمًا محوريًا في الموجة الأسترالية الجديدة، ونال الثناء من النقاد المعاصرين لإخراج كوتشيف وأداء الممثلين.
تم إعادة إصدار «استيقظ خائفاً» كمسلسل تلفزيوني من جزئين عام 2017.

## طاقم التمثيل
- جاري بوند: في دور جون جرانت
- دونالد بليسينس: في دور كلارنس ف. «دوك» تيدون
- شيبس رافيرتي: في دور جوك كروفورد
- سيلفيا كاي: في دور جانيت هاينز
- جاك طومسون: في دور ديك (عامل منجم)
- بيتر ويتل: في دور جو (عامل منجم)
- آل توماس: في دور تيم هاينز
- جون ميلون: في دور تشارلي
- جون ارمسترونج: في دور أتكنز (سائق سيارة أجرة)
- سليم دي جراي: في دور جارفيس (لاعب ثنائي)
- ماجي دينس: في دور موظفة استقبال في الفندق
- نورمان إرسكين: في دور جو
- باستر فيديس: في دور تشارلي جونز (غزال ثنائي)
- تكس فوت: في دور ستابس (بوش العشار)
- نانسي كنودسن: في دور روبين (صديقة جون)
- داون ليك: في دور جويس (ساقية)
- هاري لورانس: في دور هيغينز (راكب قطار من السكان الأصليين)
- بالاشتراك مع: بوب مكدارا - أوين مواس - جون داللين - كولين هيوز - جاكو جاكسون.[12]

## أحداث الفيلم
يعيش جون غرانت (جاري بوند) في حالة من الاستياء والقلق. يعمل جون بوظيفة مدرس في مدرسة صغيرة في تيبوندا، وهي بلدة في المناطق النائية القاحلة من أستراليا. كان جون قد وقع مع الحكومة سند مالي بشروط مرهقة مقابل تلقيه تعليمًا جامعيًا، وأجبره هذا السند على قبول هذه الوظيفة لمدة عامين. يخطط جون، مع بداية عطلة عيد الميلاد، للذهاب إلى العاصمة سيدني لرؤية صديقته روبين، وكان عليه أولاً أن يسافر بالقطار إلى مدينة التعدين القريبة بوندانيابا، التي يلقبها السكان المحليون باسم «يابا»، من أجل اللحاق برحلة متجهة إلى سيدني.
يصل جون إلى «يابا» ويذهب إلى حانة، حيث يلتقي بالشرطي المحلي، جوك كروفورد (شيبس رافيرتي)، الذي يصادقه وبعد احتساء كؤوس الجعة يعرفه جوك على لعبة تدعى «الوصول إلى» ويقرر جون الاشتراك في هذه اللعبة وهو يظن أن أرباحه قد تكفي لسداد ديونه، ولكنه يخسر كل ما يملك من مال ويصبح وحيداً ومفلساً في هذه البلدة شديدة الحرارة وبين سكانها غريبي الأطوار.
يتعرف جون، أثناء الشرب، على أحد المقيمين يدعى تيم هاينز (آل توماس) الذي يدعوه إلى بيته، حيث يلتقي بابنته البالغة، جانيت (سيلفيا كاي)، وصديقيه، عمال المناجم ديك (جاك طومسون) وجو (بيتر ويتل) ويشاركهم جون الشراب طوال اليوم. يتحدث جون مع جانيت، التي ترغب في حياة خارج هذه البلدة الصغيرة حيث تعيش في انتظار والدها وأصدقائه لخدمتهم كل يوم، وتحاول جانيت إغواء جون. يصل إلى بيت تيم الشاب دوك (دونالد بليسينس) وينطلق جون معه لمطاردة الكنغر، وينضم اليهم ديك وجو. تستمر المطاردة طوال الليل ويطعن جون كنغر بري بطريقة وحشية. يقوم الأربعة، بعد ذلك، بتخريب حانة الأدغال، وينخرط ديك وجو في معركة مرحة تتحول إلى وحشية، بينما كان دوك يحاضر جون، وهو فاقدًا للوعي، حول الطبيعة العنيفة للحضارة على الرغم من زخارفها الفلسفية والمادية. يغادر جون ويتجول عبر الصحراء باتجاه سيدني، ويتنزه مع سائقي الشاحنات حيثما أمكن ذلك ويشتري الطعام باستخدام البندقية التي حصل عليها أثناء الصيد. يصل جون أخيرًا إلى محطة شاحنات، حيث يحاول أقناع سائق شاحنة، يفترض أنه متجه إلى سيدني، باصطحابه. وبسبب سوء الفهم، يعود جون إلى يابا بدلاً من سيدني. يشعر جون بالوحدة والندم، ويوجه بندقيته إلى نفسه. يصل دوك ليشهد جون يطلق النار على نفسه في المعبد. يصاب جون فقط ببعض الجروح ويذهب إلى المستشفى حيث يتعافى، وبعد عدة أسابيع، يأخذه دوك إلى محطة القطار، حيث يتصالحان بهدوء مع بعضهما البعض. لم يعد جون محتقرًا لسكان المناطق النائية وأكثر ثقة بنفسه، ويعود إلى تيبوندا لبدء العام الدراسي الجديد.

## استقبال الفيلم
لاقى الفيلم نجاح في فرنسا، حيث استمر في دور العرض لمدة خمسة أشهر، وأيضاً في المملكة المتحدة، ومع ذلك، على الرغم من تلقي هذا الدعم الحاسم في «كان» وأستراليا، كانت عائدات شباك التذاكر المحلية ضعيفة. على الرغم من وجود شكاوى من أن موزع الفيلم، شركة يونايتد ارتست قد فشلت في الترويج للفيلم بنجاح، إلا أنه كان يُعتقد أيضًا أن الفيلم ربما كان مباشرًا بشكل غير مريح للغاية ولا هوادة فيه لجذب جماهير أسترالية كبيرة. خلال عرض أسترالي مبكر، وقف رجل، وأشار إلى الشاشة وقال: «هذا ليس نحن!»، ثم صاح جاك طومسون (من طاقم تمثيل الفيلم) قائلاً «اجلس، يا صاح، هذا هو.. نحن».
أشاد روجر جرينسبون في صحيفة نيويورك تايمز عام 1972 بالفيلم بسبب أجوائه وكتب: «الشكل العام يتبلور في كثير من الأحيان بدرجة كافية في رعب معين وهذا ليس مثل أي شيء آخر يمكنني تذكره في الأفلام. بعض أفلام الخيال العلمي اقترب منه، لا سيما تلك التي استولى فيها وجود كائن فضائي شرير على مجتمع ما زال طبيعيًا وأشاد بأداء الممثلين، وخاصة كاي وتوماس».
منح مراجع الأفلام الأمريكي ليونارد مالتين، في دليل الأفلام لعام 2006، الفيلم ثلاث نجوم (من أصل أربعة)، بينما قال بريان ماكفارلين، الذي كتب عام 1999 في "رفيق أكسفورد للفيلم الأسترالي": "فيلماً مقلقًا بشكل فريد في تاريخ السينما الأسترالية الجديدة"، وردد موقع "اسكمين.كوم: "ليس من الصعب معرفة سبب عدم عرض الوحشية والسريالية للمخرج تيد كوتشيف على التلفاز في ذلك الوقت".
تم عرض الفيلم بعد إعادة المونتاج في مهرجان كان السينمائي في 15 مايو 2009 عندما اختاره مارتن سكورسيزي في قسم "أفلام كان الكلاسيكية"، هو واحد من فيلمين فقط تم عرضهما مرتين في تاريخ المهرجان. قال سكورسيزي: "استيقظ خائفاً" هو فيلم مقلق ومقلق بعمق، وأعني عميقًا. لقد رأيته عندما عرض لأول مرة في مهرجان كان عام 1971، وتركني عاجزًا عن الكلام. بصريًا ودراميًا وجوًا ونفسيًا، إنه فيلم جميل تمت معايرته لينفذ تحت جلدك ... أنا متحمس لأن "استيقظ خائفاً" قد تم الحفاظ عليه واستعادته وأنه حصل أخيرًا على العرض الذي يستحقه".
كتب الناقد الأمريكي روجر إيبرت عن نسخة الفيلم بعد إعادة الإصدار وقال: «إنه ليس مؤرخًا. إنه قوي، صادم حقًا ومدهش إلى حد ما. يأتي وصفه بأنه» فيلم رعب«وهو يحتوي على قدر كبير من الرعب، ولكن كل هذا الرعب إنساني ووحشي وواقعي. منح دون غروفز على موقع» خدمة البث الخاصة«الفيلم تقدير 4 نجوم من أصل 5 وقال:» يستحق أن يصنف على أنه «كلاسيكية أسترالية» لأنه يحتوي على قوة عاطفية هائلة، وقد تم إخراجه بشجاعة وإبداع، وتميز بأداء رائع. كان الناقد الأمريكي ريكس ريد، من أوائل المدافعين عن الفيلم وأشاد بإعادة مونتاج الفيلم باعتباره «أفضل أخبار الأفلام لهذا العام»، وقال إنه «قد يكون أعظم فيلم أسترالي على الإطلاق». قال الموسيقي وكاتب السيناريو الأسترالي نيك كيف: «هذا الفيلم هو أفضل واروع فيلم عن أستراليا في الوجود».
منح موقع «الطماطم الفاسدة» الفيلم تقييماً مقداره 96% بناءاً على آراء 56 ناقداً، ومنح موقع «ميتاكريتيك» الفيلم تقييماً مقداره 85% بناءاً على آراء 21 ناقداً، ومنح موقع «قاعدة بيانات الأفلام على الإنترنت» (IMDB) الفيلم درجة 7.7/ 10، كما تم إدراج الفيلم في طبعة 2015 من «الكتاب المرجعي للفيلم» في قائمة «1001 فيلم يجب أن تشاهدها قبل أن تموت».
كان الفيلم قد ترشح عام 1971 لجائزة السعفة الذهبية.

## وصلات خارجية
- مقالات تستعمل روابط فنية بلا صلة مع ويكي بيانات

https://letterboxd.com/film/wake-in-fright/ استيقظ خائفا (فيلم)
https://www.ozmovies.com.au/movie/wake-in-fright استيقظ خائفا (فيلم)